# Sclerotium corrugatum
Sclerotium corrugatum är en svampart som beskrevs av Fr. 1828. Sclerotium corrugatum ingår i släktet Sclerotium och riket svampar.   Inga underarter finns listade i Catalogue of Life.